# Marty Thau
Pour les articles homonymes, voir Thau.
Marty Thau est un producteur musical américain.

## Biographie
Marty Thau, né le 7 décembre 1938, a été le manager des New-York Dolls et a coproduit le premier album de Suicide. Il a par ailleurs collaboré avec les Fleshtones, les Ramones, Blondie, Brian Setzer, Richard Hell & The Voidoids, les Real Kids, Martin Rev, les Comateens, etc.
Il a publié en 1980, sur son label Red Star records, un album intitulé Marty Thau Presents 2x5 et comprenant deux titres de cinq groupes New-Yorkais : les Fleshtones, les Revelons, les Bloodless Pharaohs (avec Brian Setzer), les Comateens et les Student Teachers.
Il est décédé d'insuffisance rénale le 13 février 2014.